# Hyalinobatrachium dianae
Hyalinobatrachium dianae – gatunek płaza bezogonowego z rodziny szklenicowatych (Centrolenidae).
Aktywny nocą gatunek występujący w kostarykańskiej dżungli, w górach Cordillera de Talamanca, na wysokościach między 400 a 900 m n.p.m.
Długość ciała ok. 2,78–2,94 cm, barwa skóry zielona, a wokół oczu biała; charakterystyczny jest brak żółtych kropek na grzbiecie. Odgłosy godowe zbliżone do dźwięków występujących u insektów. Gatunek jest nazywany Kermitem ze względu na podobieństwo do tej postaci.
Najbliżej spokrewniony z Hyalinobatrachium chirripoi. Nazwa gatunkowa pochodzi od imienia matki jednego z odkrywców, Janet Diane Kubicki.